# 辛壬士禍
辛壬士禍（신임사화）亦稱辛壬獄事（신임옥사），發生於朝鮮景宗元年（1721年），因為立儲問題的爭論而發生。因此士禍發生於景宗元年～二年，干支紀年為辛丑（1721年）及壬寅（1722年），故稱辛壬士禍。
由於景宗有痼疾，一直沒有子嗣，便有大臣上疏請立延礽君為王儲。當時黨爭極為激烈，立儲問題也分為兩派，最後景宗採用老論派提議，將延礽君立為王世弟。後又有大臣上疏請王世弟代理聽政，老論派群體贊成，少論派則大加反對，最後景宗让少論派掌权，老论派因此遭受迫害，遭罷黜多人。後來有承旨金一境和宦官朴尚儉通謀，意圖殺害景宗一事被洩露，於是少論派誣告老論派有弒君企圖，而起大獄。领袖金昌集、李頤命等人處以謀逆死罪，白望、鄭麟重等數十人遭誅竄。此次並牽扯出景宗元年延礽君之妾昭訓李氏（孝章世子生母）遭人毒殺一事，連累達數百人。